# Prîmoșceanîțea, Bar
Prîmoșceanîțea (în ucraineană Примощаниця) este un sat în comuna Verhivka din raionul Bar, regiunea Vinnița, Ucraina.

## Demografie
Componența lingvistică a localității Prîmoșceanîțea
     Ucraineană (98,61%)
     Alte limbi (1,4%)
Conform recensământului din 2001, majoritatea populației localității Prîmoșceanîțea era vorbitoare de ucraineană (98,61%), existând în minoritate și vorbitori de alte limbi.